# Phaonia nepenthincola
Phaonia nepenthincola är en tvåvingeart som beskrevs av Stein 1909. Phaonia nepenthincola ingår i släktet Phaonia och familjen husflugor. Inga underarter finns listade i Catalogue of Life.